# 마뉘 파예트

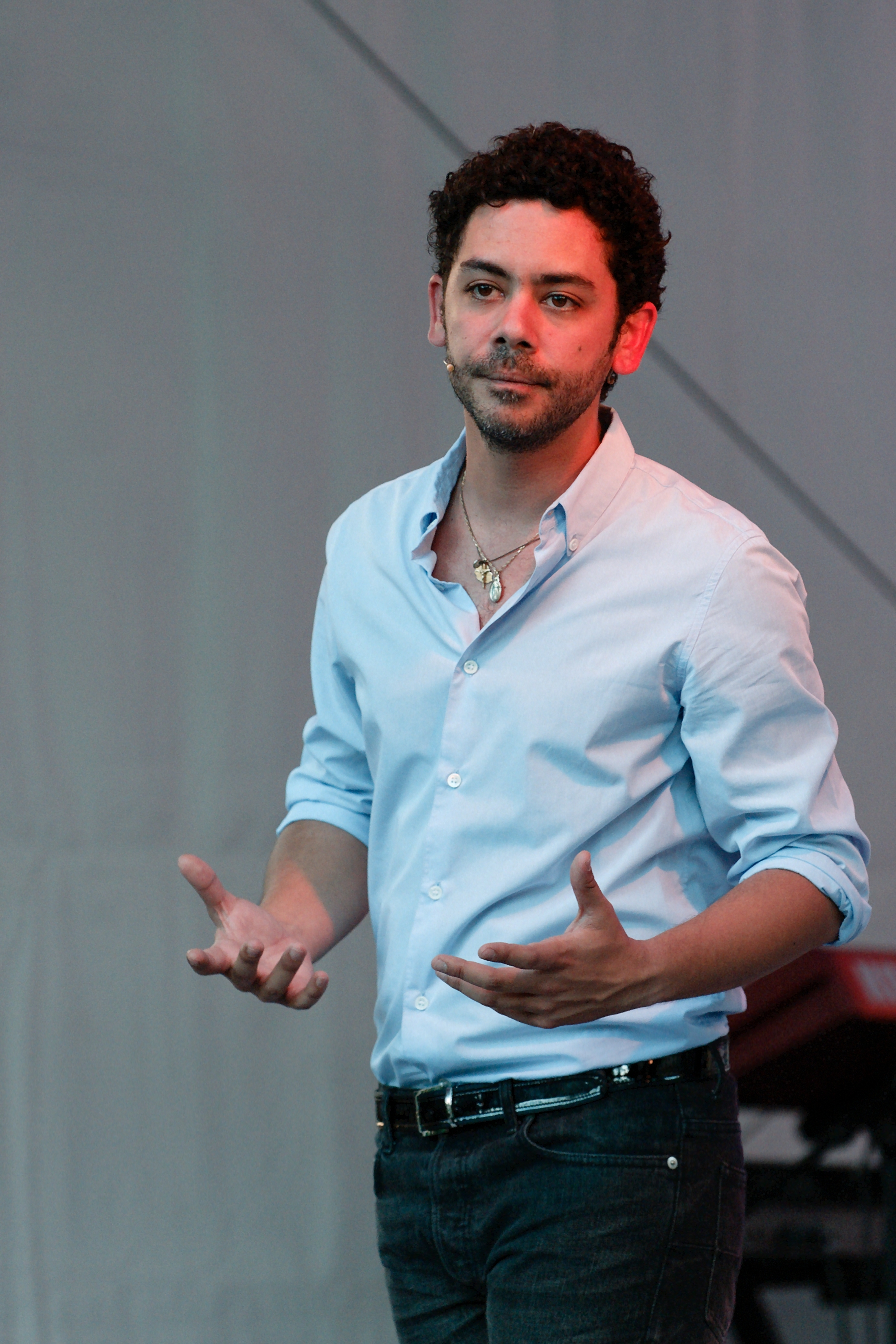

에마뉘엘 "마뉘" 파예트(프랑스어: Emmanuel "Manu" Payet, 1975년 12월 22일 ~ )는 프랑스의 희극 배우, 라디오 DJ, TV 사회자이다.
생드니에서 태어났다.

## 영화
- 크레이지 부다페스트 (2018년)
- 언더 더 세임 루프 (2017년)
- 다모클레스 (2016년)
- 대드 인 트레이닝 (2015년)
- 마이 맨 (2015년)
- 최악의 이웃과 사랑에 빠지는 방법 (2015년)
- 고릴라 (2014년)
- 두 여자의 남자 (2014년) - 벤 역
- 불 앤 빌 (2013년) - 빌 목소리 역
- 누 요크 (2012년) - 마이클 역
- 라디오스타즈 (2012년)
- 플레이어스 (2012년) - 시몬 역
- 더 데이 아이 소우 유어 허트 (2011년) - 아톰 역
- 반짝이는 모든 것 (2010년)
- R.T.T. (2009년)
- 헬로우 굿바이 (2008년)
- 꼬메 티 에스 벨레 (2006년)